# 3D lukostřelba

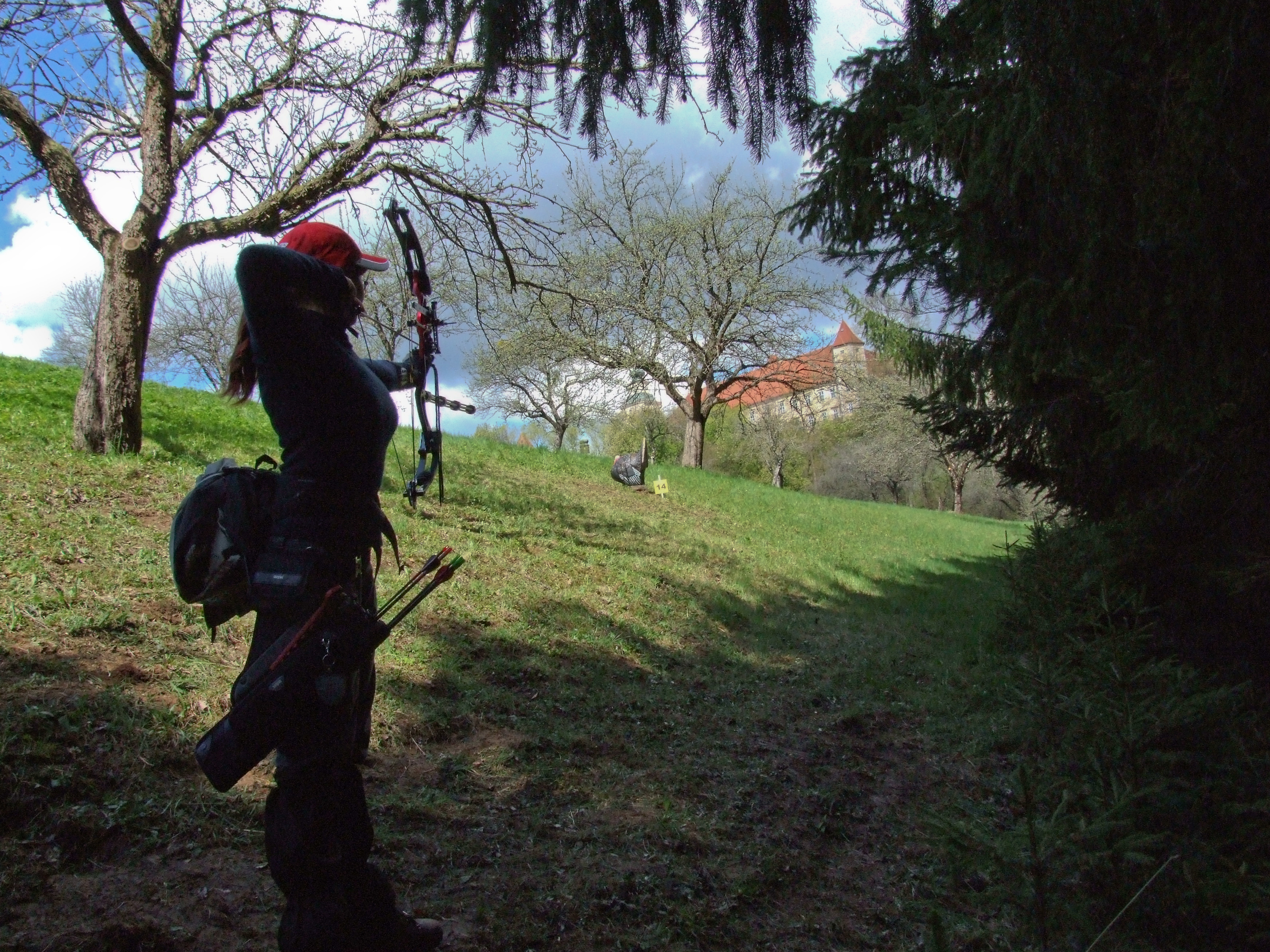
Lukostřelkyně na okruhu 3D lukostřelby střílející do krocana

3D lukostřelba, někdy také 3-D lukostřelba, je druh sportovní lukostřelby, jejímž hlavním rozpoznávacím znakem je střelba na 3D figuríny zvířat v životní velikosti, odtud tedy název "3D". Soutěž vždy probíhá v přírodním prostředí, často v relativně náročném terénu. Střelci se pohybují po trati sestavené z jednotlivých stanovišť - 3D terčů. Většinou má střelec na terči pouze 1 výstřel. Vždy se střílí na neznámou vzdálenost k terči.

## Historie
Ve Spojených státech amerických byla roku 1984 založena IBO (Internation Bowhunting Organization - Mezinárodní organizace pro lov s lukem). Záhy po vzniku IBO se začala psát historie Triple Crown of Bowhunting - lukostřeleckého závodu v USA, který v počátcích určoval směr vývoje 3D lukostřelby. Tato organizace také uspořádala v roce 1989 první Mistrovství světa IBO.
V České republice byl dne 6. ledna 1996 založen Český svaz sportovních kuší a luků 3D EAA, který zastřešoval pořádání soutěží v České republice.
6. června 2012 se přeměnil na Českou 3D lukostřelbu, která je od 1. ledna 2013 členem IFAA. Mezinárodní asociace terénní lukostřelby
Původním záměrem soutěží byla simulace a trénink lovu s lukem a proto nejčastějšími účastníky byli lovci. Dnes se soutěží účastní mnoho střelců, kteří nikdy nebyli lovci a soutěží čistě ze sportovních pohnutek. I z tohoto důvodu v roce 2010 tuto disciplínu přijala mezi své i FITA 

## Pravidla
Každá lukostřelecká asociace má svou vlastní úpravu pravidel, existuje několik základních, která jsou platná všeobecně. Hlavní z nich je podoba terčů, jedná se vždy o modely zvířat, které jsou rozestavěny v přírodě (pole, louky, lesy, skály nebo vodní plochy apod.).
Další všeobecně platná pravidla jsou bezpečnostní, jelikož luk může být smrtelně nebezpečnou zbraní.
- je povinností a odpovědností každého lukostřelce dbát na bezpečnost při střelbě
- je zakázáno střílet v případě, že se v linii střelby někdo vyskytuje
- je povinností spoluúčastníků upozornit střelce pokud by mohlo hrozit nebezpečí
- je zakázáno vyrušovat střelce během výstřelu

V České republice se obvykle organizují závody dle pravidel Českého svazu sportovních kuší a luků 3D EAA nebo dle pravidel FITA.

### Pravidla dle Český svaz sportovních kuší a luků 3D IFAA
- Celý odstavec je psán dle pravidel Český svaz sportovních kuší a luků 3D IFAA[6]
- Pro standardní jednodenní soutěž je určen soutěžní okruh (okruhy) z libovolného počtu terčů dělitelného 4. Obvykle se skládá z 28 terčů. Pro závody Českého poháru je 28 terčů povinných.
- Všechny terče jsou umístěny na neznámou vzdálenost, která je vždy větší než 5m. Maximální vzdálenost terče je určena věkem a divizí lukostřelce. Střelecká pozice je označena vždy barevný kolíkem. Maximální vzdálenosti a divize jsou v tabulce níže:

| Barva kolíku  | Maximální vzdálenost | Věk                      | Divize                           |
| ------------- | -------------------- | ------------------------ | -------------------------------- |
| Červený kolík | 54m                  | Veteráni,Senioři,Junioři | Kladkový luk (CU)                |
| Červený kolík | 54m                  | Veteráni,Senioři,Junioři | Hunter (HU)                      |
| Červený kolík | 54m                  | Veteráni,Senioři,Junioři | Olympijský reflexní luk (OL)     |
| Červený kolík | 54m                  | jedna kategorie          | Kladkový lovecký luk (BHC)       |
| Modrý kolík   | 30m                  | jedna kategorie          | Lovecký luk (BH)                 |
| Modrý kolík   | 30m                  | Kadeti                   | všechny divize                   |
| Modrý kolík   | 30m                  | Veteráni,Senioři,Junioři | Tradiční reflexní luk (TRRB)     |
| Modrý kolík   | 30m                  | Veteráni,Senioři,Junioři | Tradiční dlouhý luk (TRLB)       |
| Modrý kolík   | 30m                  | Veteráni,Senioři,Junioři | Tradiční reflexní luk (TRRB)     |
| Modrý kolík   | 30m                  | Veteráni,Senioři,Junioři | Primitivní, jezdecký luk (PB-HB) |

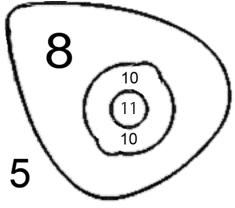
Bodovací zóny 3D lukostřelby

Závodníci se na trati pohybují ve skupinách o 3 až 5 členech, obvykle jsou ve skupině lukostřelci shodné divize. Každý závodník má pouze jeden výstřel.
Bodování se provádí po výstřelu všech členů skupiny. Hodnotí se zásahy do hmoty zvířete (5 b.), zásah do vitální oblasti (8 b.), zásah do kruhu vitální oblasti (10 b.), zásah do malého kruhu vitální oblasti (11 b.)

## Terče
Terče pro 3D lukostřelbu jsou figuríny zvířat, žijících i vyhynulých, převážně představující zvěř. Terče jsou vyrobeny z pěnové hmoty, která je schopna bezpečně zastavit letící šíp. Po vytažení šípu se povrch terče téměř zacelí. Mezi takovéto terče patří například Vraga Targets.